# Carlos Romero Serrano
Carlos Romero Serrano   (Torrent, 29 d'octubre de 2001) és un futbolista professional espanyol que juga com a lateral esquerre al RCD Espanyol, cedit pel Vila-real CF.

## Carrera de club
Nascut a València, Serrano es va formar com a juvenil del CF Torre Levante. Va debutar amb el primer equip el 10 de novembre de 2018, entrant com a substitut tardà i expulsat en una derrota a casa de Tercera Divisió per 1-0 contra l'Atzeneta UE.
El 24 de maig de 2019, Romero va fitxar pel Vila-real CF, i va ser assignat inicialment als juvenils. Definitivament va ser ascendit a l'equip C també al quart nivell l'octubre de 2020, i va esdevenir un titular indiscutible de l'equip durant la temporada 2021-22.
Abans de la campanya 2022-23, Romero va ascendir a el filial a Segona Divisió. Va fer el seu debut com a professional el 29 d'agost de 2022, substituint Dani Tasende al final de la derrota per 3-0 a casa contra el Granada CF.
Romero va debutar amb el seu primer equip i la primera divisió el 17 de setembre de 2023, començant amb una victòria a casa per 2-1 davant la UD Almeria. El 28 de novembre va ampliar el seu contracte amb el Vila-real fins al juny de 2027.
El 9 de juliol de 2024, Romero va ser cedit al RCD Espanyol de primer nivell per a la temporada.